# Sybra ceylonensis
Sybra ceylonensis es una especie de escarabajo del género Sybra, familia Cerambycidae. Fue descrita científicamente por Breuning en 1939.
Habita en Sri Lanka. Mide 7 mm.